# Scott Nichol
Scott Nichol, född 31 december 1974 i Edmonton, Alberta, är en kanadensisk professionell ishockeyspelare som spelar för St. Louis Blues i NHL.
Andra NHL-klubbar som Nichol representerat är San Jose Sharks, Nashville Predators, Chicago Blackhawks, Calgary Flames samt Buffalo Sabres. Under NHL-strejken säsongen 2004–05 spelade Scott Nichol för London Racers i den brittiska ligan.
Scott Nichol är en typisk rollspelare i sin spelstil och är sällan inblandad i det offensiva spelet.
Den 21 december 2006 blev han avstängd nio matcher efter ett fult tilltag mot Buffalo Sabres-backen Jaroslav Spacek.
Den 15 juli 2009 skrev Nichol på ett ettårskontrakt med San Jose Sharks värt $750 000. 2011 skrev han på ett kontrakt med St. Louis Blues värt $600 000.